# 브리태니커 백과사전 제11판

브리태니커 백과사전, 제11판

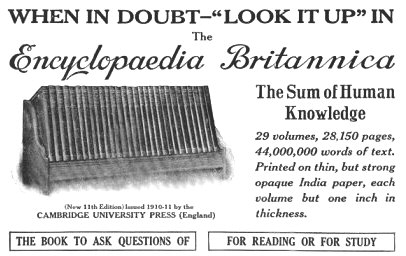
1913년 제11판 광고.

브리태니커 백과사전 제11판은 1911년에 발매된 브리태니커 백과사전이다. 총 29권으로, 4만 개 가량의 표제어가 수록되어 있다.
이 백과사전은 저작권 시효가 지난 퍼블릭 도메인에 속해 있어, 현재는 누구나 자유롭게 이용할 수 있다. 또한, 프로젝트 구텐베르크에서는 이 백과사전의 전산화를 하였다. 한글로 번역된 책은 현재 판매되지 않고 있으며 CD로만 판매가 되고 있다.
| 학문      | 내용 |
| 지리      | 29%  |
| 자연과학  | 17%  |
| 역사      | 17%  |
| 문학      | 11%  |
| 미술      | 9%   |
| 사회 과학 | 7%   |
| 심리학    | 1.7% |
| 철학      | 0.8% |
| --------- | ---- |

## 같이 보기
- 브리태니커 백과사전